# Herbert Wilf
Herbert Saul Wilf (Philadelphia, 1931. június 13. – Wynnewood, Pennsylvania, 2012. január 7.) amerikai matematikus.

## Életpályája
Az MIT-n szerezte egyetemi diplomáját, a Columbia Egyetemen pedig doktori fokozatát, Herbert Robbins doktorandusza volt. Pályafutása legnagyobb részét Philadelphiában, a University of Pennsylvania egyetemen töltötte, a Thomas A. Scottról elnevezett kiemelt professzori státuszban. 2006-ban ment nyugdíjba.

## Kutatási területe
Kombinatorikával, ezen belül leszámláló kombinatorikával és a matematikai analízis kombinatorikai alkalmazásaival foglalkozik. Ezen témákról írta klasszikus Generatingfunctionology című tankönyvét. Doron Zeilbergerrel együtt forradalmasította a hipergeometrikus azonosságok elméletét, amiért 1998-ban Wilf és Zeilberger elnyerték a Leroy P. Steele-díjat. Ez a munka vezetett Herbert Wilf másik klasszikus könyvéhez, a Doron Zeilbergerrel és Marko Petkovšekkel együtt írt A=B című könyvhöz.
A hipergeometrikus azonosságok bizonyítását igen nagy mértékben leegyszerűsítő módszer, amit Wilf és Zeilberger kidolgozott, WZ-method néven vált híressé.

## Egyéb
1980-ban Donald Knuth-tal megalapította a Journal of Algorithms című folyóiratot. Igen nagy változást készített elő, amikor 1994-ben Neil Calkinnal megalapította az Electronic Journal of Combinatorics című folyóiratot, amely három tekintetben is újat hozott. Ingyenes volt, csak az interneten létezett, és a szerzők megtarthatták cikkeik szerzői jogait. Mindez azóta is így van, és a folyóirat rendkívül sikeres.
Herbert Wilf 26 doktorandusz témavezetője volt, közöttük volt Richard Garfield, Fan Chung Graham és Rodica Simion is.
2002-ben Herbert Wilf elnyerte az Euler-érem nevű díjat.

## Magánélete
Herbert Wilf Philadelphia Berwyn nevű elővárosában élt feleségével, Ruth-tal. Három gyermek, Susan, David és Peter édesapja volt. Rövid betegség után, 2012. január 7-én halt meg.

## Könyvei
- "A=B" (Doron Zeilbergerrel és Marko Petkovšekkel)
- "Algorithms and Complexity"
- "Generatingfunctionology".
- "Mathematics for the Physical Sciences"

## Egyetemi jegyzetei
- East Side, West Side
- Lectures on Integer Partitions
- Lecture Notes on Numerical Analysis (Dennis Deturckkel)